# Noordwestkust
Dit artikel gaat over het indiaanse cultuurgebied. Voor de geografische regio, zie Pacific Northwest
De Noordwestkust of het Noordwesten (Engels: (Pacific) Northwest Coast) is een van de tien cultuurgebieden waarin antropologen de culturen van de Noord-Amerikaanse indianen verdelen. Het cultuurgebied beslaat de noordwestkust van het continent, en omvatte delen van de huidige Canadese provincie Brits Columbia en de Amerikaanse staten Alaska, Washington en Oregon. De regio werd voor de komst van de Europeanen bewoond door een etnisch en taalkundig gevarieerde groep volken. Deze volken deelden verschillende gemeenschappelijke cultuurelementen die hen onderscheidden van de overige oorspronkelijke bewoners van Noord-Amerika.

## Ligging en indeling
De Noordwestkust is het scherpst afgebakende cultuurgebied van indiaans Noord-Amerika en strekt zich uit van de Yakutat Bay in de Golf van Alaska tot het gebied rond Cape Mendocino in het huidige Californië. In het westen wordt de regio begrensd door de Grote Oceaan en in het oosten scheiden de Coast Ranges in het noorden, de Cascade Range ten zuiden van de Columbia en de kustheuvels in Oregon en Noordwest-Californië haar van de overige indiaanse culturele regio’s. Deze heuvels vormen niet zo’n ondoordringbare scheidslijn als de bergketens en de zee, waardoor de overgang met de culturen van Californië geleidelijk verloopt en de meest zuidelijke stammen van de Noordwestkust soms tot het Californische cultuurgebied gerekend worden.

## Natuur
De Noordwestkust kent dankzij de Koero Shio, een zeestroom in de Grote Oceaan, een grote hoeveelheid neerslag en een zacht klimaat waar de temperatuur zelden onder nul daalt. Het gebied is rijk aan natuurlijke voorraden als cederhout en zalm en zeer geschikt voor menselijke bewoning, wat er toe leidde dat het het dichtstbevolkte gebied van Noord-Amerika was in het precolumbiaanse tijdperk. Planten als de douglasspar en levensboom kwamen in grote aantallen voor en werden door de indianen intensief benut.

## Bevolking en talen
De Noordwestkust werd voor de komst van door blanken meegebrachte ziekten naar indiaanse begrippen dichtbevolkt. Robert Boyd schat de bevolking voor de late 18e eeuw op 188.000 mensen. Dezen waren verdeeld in tientallen volkeren die even zovele talen spraken. Een overzicht van politieke eenheden is niet te geven, omdat vaak elk dorp een politieke eenheid op zich was. Wel kunnen de inwoners van de Noordwestkust cultureel en taalkundig ingedeeld worden. Cultureel gezien onderscheidt de Encyclopaedia Britannica vier subregio's. De lijsten met volkeren zijn gebaseerd op Ames' en Maschners Peoples of the Northwest Coast.
| - De Noordelijke regio - Chugach - Eyak - Gitxsan - Haida - Haisla - Nisga'a - Tlingit - Tsimshian |  | - De Wakash-regio - Haihais - Heiltsuk - Kwakiutl - Nuxálk - Nuu-Chah-Nulth - Oowekeeno |  | - De Kustsalish-Chinook-regio - Alsea - Chimakum - Coos - Hoh - Lower Chinook - Klatskanie - Kustsalish - Northern Coast Salish - Central Coast Salish - Southern Coast Salish - Southwest Coast Salish - Kalapuya - Kuitsh - Kwalhioqua - Makah - Quileute - Siletz - Siuslaw - Tillamook - Upper Umpqua - Yaquina |  | - Noordwest-Californië - Shasta Costa - Chetco - Coquille - Dakubetede - Latgawa - Naltunnetunne - Taltushtuntede - Takelma - Tolowa - Tututni |

De talen die in de regio gesproken worden stammen uit diverse niet-verwante taalfamilies. Langdurig onderling contact heeft er echter toe geleid dat de talen elkaar beïnvloed hebben. Gemeenschappelijke kenmerken zijn een groot aantal verschillende medeklinkers, het voorkomen van ejectieven en frequent gebruik van de glottisslag, vaak om verkleinwoorden aan te geven. Met uitzondering van Takelma, Kalapuya en de Athabaskische talen maken alle talen onderscheid tussen (pre-)velaren en uvularen. Veel talen zijn sterk polysynthetisch en kennen verschillende lateralen. Deze kenmerken zijn vaak niet beperkt tot het noordwesten, maar komen ook voor bij volken ten noorden, ten oosten en ten zuiden van de regio. De talen van de Noordwestkust kunnen als volgt worden ingedeeld:
| - Wakashtalen: - Noordelijk Wakash - Haisla - Kwakiutl - Heiltsuk-Oowekyala - Zuidelijk Wakash - Makah - Nitinaht - Nuu-chah-nulth |  | - Penutische talen: - Alsea - Kalapuyatalen - Noordelijk Kalapuya - Centraal Kalapuya - Yoncalla - Chinooktalen - Cathlamet - Lower Chinook - Coostalen - Hanis - Miluk - Siuslaw - Takelma - Tsimshiantalen - Nass-Gitxsan - Tsimshian |  | - Chimakuumtalen - Chimakum - Quileute |  | - Salishtalen - Kustsalishtalen (15 talen) - Nuxálk (taal) |  | - Na-Denétalen - Tlingit - Athabaskisch-Eyak - Eyak - Athabaskische talen - Noord-Athabaskisch - Kwalhioqua-Clatskanie - Pacific Coast-Athabaskisch - Oregon-Athabaskisch - Galice-Applegate - Tolowa - Tututni - Upper Umpqua |  | - Eskimo-Aleoetische talen - Alutiiq |  | - Haida |

Naast bovengenoemde volkeren en de door hen gesproken talen worden soms ook een aantal volkeren in Californië tot de Noordwestkust gerekend. Hieronder vallen de Yurok en Wiyot, sprekers van Algische talen, de Athabaskischsprekende Hupa, Mattole en Eel River en de Karok en Chimariko. De Kalapuya, Eyak en Chugash worden niet altijd tot het Noordwesten gerekend.

## Geschiedenis
De meeste wetenschappers gaan ervan uit dat de Amerika’s werden bevolkt vanuit Azië, door jager-verzamelaars die de in de laatste ijstijd drooggevallen Beringstraat overtrokken. De Noordwestkust was een van de eerste gebieden die door deze mensen bevolkt werd. Archeologische bewijzen zijn schaars, maar veel huidige wetenschappers zien de Noordwestkust als een belangrijke migratieroute vanuit Azië naar de Amerika’s. Resten van de Cloviscultuur die in de regio zijn gevonden worden op een ouderdom van 13.000 jaar geschat en onderzoek in de Paisley Caves in Oregon leidde tot vondsten met een geschatte ouderdom van 14.500 jaar. In de loop van de tijd ontstonden in het gebied verschillende complexe culturen van jager-verzamelaars (Engels: complex hunter-gatherers of affluent foragers). In de 18e eeuw bereikten de eerste westerlingen het gebied, toen in 1741 Russische handelaren contact maakten met de Tlingit. In 1774 ontmoeten de Haida Spanjaarden, en vier jaar later, in 1778, bereikten de Britten de Nuu-chah-nulth. De Verenigde Staten begonnen rond 1800 contact te maken met de volkeren van de Noordwestkust. Bepaalde producten uit het gebied, vooral zeeotterpelzen, waren erg in trek en in de negentiende eeuw werden er verschillende handelsposten gesticht in de regio. Vanaf de jaren 1840 trokken steeds grotere groepen kolonisten naar het westen, wat leidde tot spanningen met de oorspronkelijke bevolking. De volkeren van de Noordwestkust, sinds de late achttiende eeuw al sterk uitgedund door nieuwe ziekten zoals de pokken, kwamen vaak in reservaten terecht. Met name door hun vaardigheden in de visvangst en het overnemen van westerse technieken konden de volkeren uit het gebied zich economisch vaak goed staande houden in de nieuwe, door blanken gedomineerde maatschappij. In de twintigste eeuw hebben veel groepen zich politiek georganiseerd om op te komen voor hun rechten. Hoewel hun positie in de afgelopen eeuw is verbeterd is de discussie met Canada en de Verenigde Staten over diverse claims en verdragen nog in volle gang en verschillende volkeren in het gebied strijden nog voor overheidserkenning.

## Maatschappij

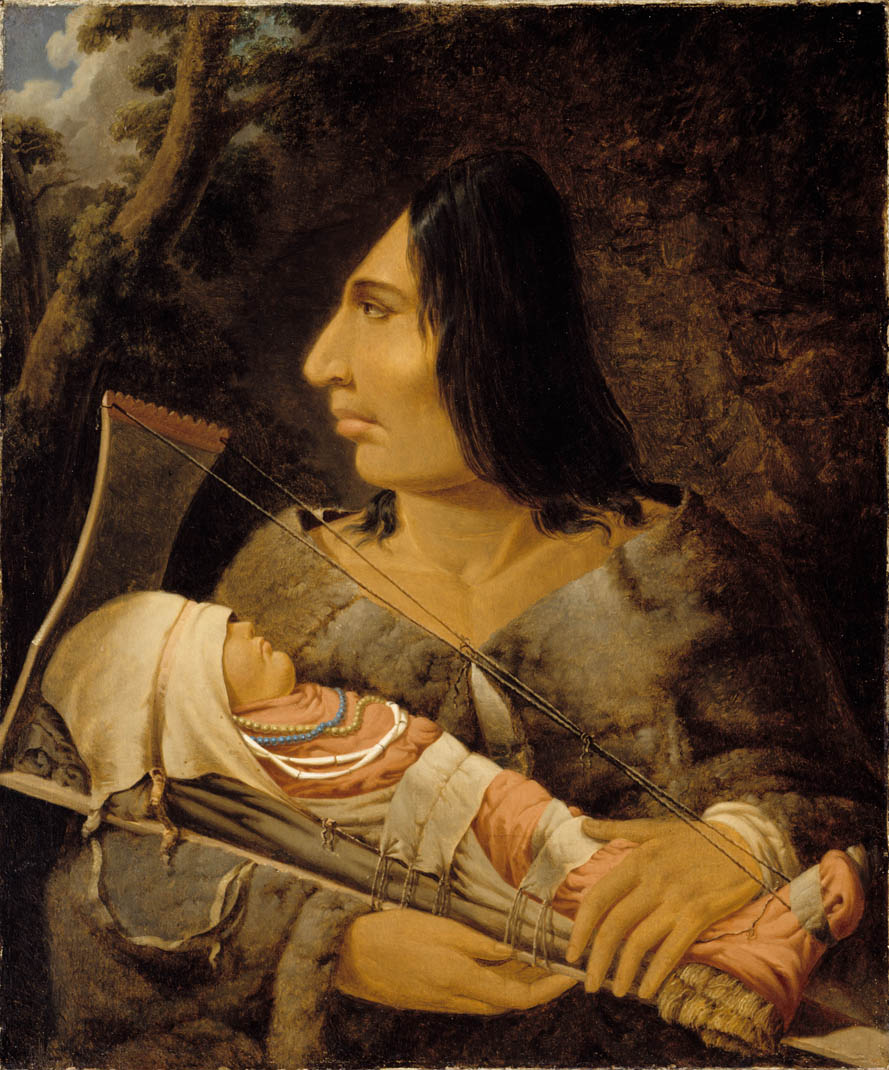
Dit schilderij van Paul Kane toont een Chinookvrouw met afgeplat hoofd, een teken van haar status

Culturen van jager-verzamelaars worden doorgaans gekenmerkt door eenvoudige technieken, weinig bezittingen en kleine egalitaire groepen. De uitzonderlijk gunstige natuurlijke omstandigheden van de Noordwestkust zorgden er echter voor dat er weinig tijd nodig was om in het levensonderhoud te voorzien, en voedseloverschotten leidden net als bij landbouwbeschavingen tot sociale stratificatie. Mantels van zeeotterpelzen, kwaliteit en versiering van de kleding en ‘head flattening’ waren manieren om de sociale status aan te geven. De maatschappij was verdeeld in een elite, het gewone volk en slaven. De belangrijkste sociale en productieve eenheid, de familie (Engels: household), bestond uit enkele tientallen tot meer dan honderd personen die afstamden van een gemeenschappelijke voorouder en ten minste een deel van het jaar samenwoonden in grote woonhuizen. Families bezaten gezamenlijk niet alleen geschikte locaties om te vissen, jagen of bessen te plukken, maar ook zaken als namen, liederen en dansen. De sociale status binnen de familiegroep hing af van de graad van verwantschap met de voorouder. Degene met de hoogste rang, doorgaans een man, had de leiding over de familie.
Nederzettingen bestonden gewoonlijk uit de huizen van verschillende familiegroepen, die zich als verwant aan elkaar beschouwden. Deze huizen werden in een rij naast elkaar gebouwd, waarbij vaak het huis van de familie met de hoogste status in het midden stond. Het hoofd van die familie was doorgaans ook het hoofd van het dorp. Grotere dorpen bestonden uit twee of meer van dergelijke groepen verwante families (Engels: extended kin group).
Een van de belangrijkste kenmerken van de economieën van de Noordwestkust was een efficiënt gebruik van de natuur. Vissen en zeezoogdieren vormden de belangrijkste bron van voedsel. In de zomer verspreidde een familiegroep zich vaak over de verschillende vis-, pluk- en andere locaties om voldoende voedsel te verzamelen voor de winter, die werd doorgebracht in winterdorpen waar elke familiegroep zijn eigen huis had. Leden met een hoge status lieten in die tijd het dagelijks werk over aan slaven en besteedden hun tijd aan religieuze en sociale rituelen en het vervaardigen van kunstvoorwerpen.
De volkeren van de Noordelijke regio waren matrilineair georganiseerd, status en eigendom werden via de vrouwelijke lijn doorgegeven. De inwoners van de overige drie regio’s waren meestal patrilineair georganiseerd. Huwelijken werden gewoonlijk geregeld door de ouders. De culturen van de Noordwestkust besteedden veel aandacht aan het aanleren van de juiste normen, waarden en etiquette. Dit begon al in de kleuterfase en werd doorgaans gegeven door oudere verwanten, die door middel van volksverhalen de kinderen het juiste gedrag aanleerden. De geboorte, de overgang van meisjes naar de puberteit en de dood werden omringd door rituelen. In de Noordelijke regio werden de doden gecremeerd. Verder naar het zuiden plaatsten de Kustsalish en de sprekers van Wakashtalen het lijk in een doodskist, die vervolgens aan de takken van een boom werd gehangen of in een abri, een nis in de rotswand, werd geplaatst. Andere Kustsalish plaatsten de overledene in een kano op palen. Nog verder naar het zuiden gaf men de voorkeur aan begraven.

## Religie
De culturen van de Noordwestkust deelden verschillende religieuze concepten. Zo zagen zij de zalm, voor veel volken een belangrijke voedselbron, als een bovennatuurlijk wezen dat zich jaarlijks liet vangen om de mensheid van voedsel te voorzien. Na de vangst keerde de geest van de zalm terug naar hun huis op de zeebodem. Wanneer hun botten in het water werden gegooid, zouden ze reïncarneren en het jaar daarop weer terugkomen met de jaarlijkse zalmtrek. Om de zalm gunstig te stemmen hield met een groot aantal rituelen in acht, waarvan de eerste-zalmceremonie het belangrijkst was. Dit ritueel, dat in verschillende vormen bij alle volken behalve de Tlingit voorkwam, was een verwelkoming van de eerste gevangen zalm van het seizoen. Een ander belangrijk religieus element was de zoektocht naar een beschermgeest. Deze beschermgeesten konden hun pupillen bijzondere vaardigheden schenken, zoals succes in de jacht. Aan sjamanen werd het vermogen toegeschreven om ziekten te genezen, maar ook om ze te veroorzaken.

## Cultuur

### Potlatch
Een potlatch is een ingewikkelde sociale gebeurtenis waar mensen samenkwamen om een bijzonder moment, zoals de oprichting van een totempaal of het aantreden van een nieuwe leider, te vieren. Tijdens de ceremonie gaf de gastheer kostbare geschenken aan zijn gasten om zijn status te verhogen. Om zijn weelde te tonen verbrandde hij vaak goederen of wierp ze in de zee. Dansers, in veel gevallen lid van geheime dansgenootschappen, voerden ingewikkelde dansen uit. De Europeanen zagen deze bijeenkomsten als verkwisting van voedsel en kostbaarheden en de overheden van Canada en de Verenigde Staten hebben de potlatch sinds de 19e eeuw fel bestreden. Na 1890 is het uitvoeren van potlatchs sterk afgenomen. De precieze uitvoering van de potlatch verschilde van volk tot volk, en sommige volkeren kenden verschillende soorten van dergelijke bijeenkomsten, zodat het woord potlatch niet meer is dan een overkoepelende term voor diverse typen feesten aan de Noordwestkust waarbij bezittingen worden uitgedeeld aan de gasten.

### Zang en muziek

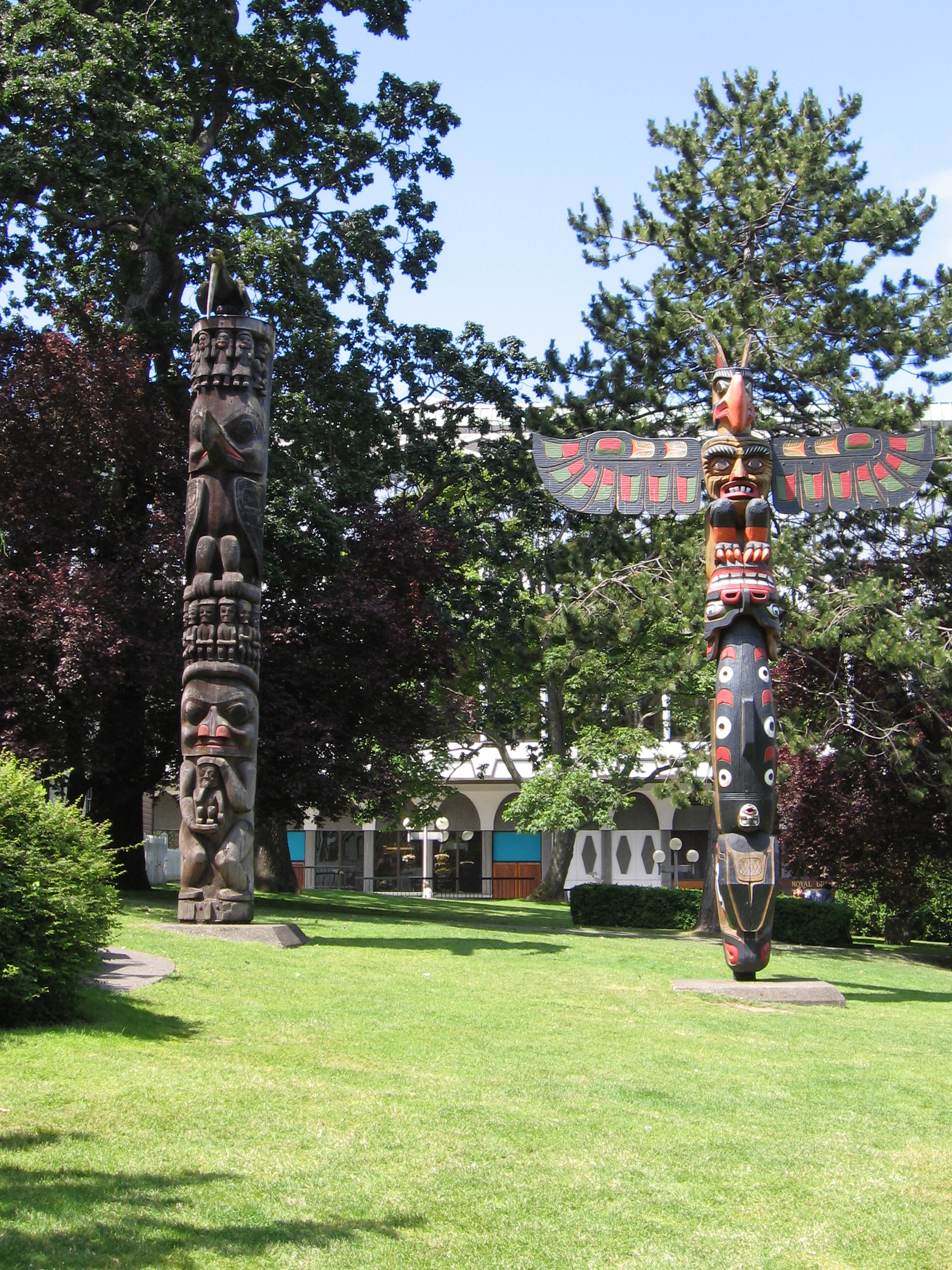
Totempalen, zoals hier in Thunderbird Park, zijn wellicht de bekendste kunstuitingen van de Noordwestkust

Hoewel de functie en expressie van de muziek varieerde van volk tot volk, zijn er veel overeenkomsten te ontdekken. De kernfunctie van muziek was spiritueel. Liederen werden gezongen om de aarde, de voorouders en andere aspecten van de bovennatuurlijke wereld te eren. Religieuze gezangen waren eigendom van individuen en families en konden worden geërfd, verkocht of geschonken op een feest. Van groot belang was het correct zingen van de liederen, en individuen die fouten maakten werden soms hard gestraft. Een aantal volken kende professionele zangers. Trommels van dierenhuid, planken of boomstammen, fluiten en ratels werden gebruikt om gezangen te begeleiden, en vaak werden zang en dans gecombineerd. Hoewel meestal met de gehele gemeenschap gezongen werd, kwamen in de liederen ook stukken solozang voor die zonder instrumentale begeleiding gezongen werden.

### Kunst
De volken de Noordwestkust waren beroemd om hun kunstuitingen, die zich kenmerkten door symmetrie, fijne afwerking en versiering van voorwerpen door middel van houtsnijden en verven. Naast houtsnijwerk was ook de weefkunst ver ontwikkeld. Kunst speelde een belangrijke rol in het overdragen van verhalen, wijsheid en eigendom van generatie op generatie. Veel kunstvoorwerpen, waaronder kleding en wapens, hadden praktisch nut, maar andere vervulden een puur esthetische functie. Na de komst van de Europeanen in de regio werden veel groepen hun kunstvoorwerpen ontnomen, die in handen kwamen van musea en kunstverzamelaars. De laatste jaren worden er vanuit de indiaanse gemeenschappen pogingen gedaan deze voorwerpen weer terug te krijgen.